# Tephrochlamys laeta
Tephrochlamys laeta – gatunek muchówki z rodziny błotniszkowatych i podrodziny Heleomyzinae.
Gatunek ten opisany został w 1830 roku przez Johanna Wilhelma Meigena jako Heteromyza laeta.
Muchówka o ciele długości od 3,5 do 4 mm. Głowa jej odznacza się obecnością zarówno włosków jak i szczecinek na policzkach. Tułów cechuje się obecnością szczecinek na propleurach, nagim przedpiersiem oraz szczecinkami śródplecowymi w układzie 0+3, przy czym pierwsza para szczecinek zaszwowych leży bliżej szwu niż drugiej ich pary. Tylne szczecinki śródplecowe są znacznie dłuższe niż przednie, a włoski między nimi rosną w czterech rzędach. Skrzydła mają krótkie i jednobarwne pterostygmy oraz kolcopodobne szczecinki na żyłce kostalnej dłuższe niż owłosienie. Środkowa para odnóży ma na goleniach po jednej, dobrze rozwiniętej ostrodze.
Owad w znany z Wielkiej Brytanii, Francji, Belgii, Holandii, Niemiec, Norwegii, Szwecji, Szwajcarii, Austrii, Polski, Czech, Słowacji, Węgier, Rumunii, Chorwacji, Serbii i Czarnogóry.